# Aplidium polarsterni
Aplidium polarsterni is een zakpijpensoort uit de familie van de Polyclinidae. De wetenschappelijke naam van de soort is voor het eerst geldig gepubliceerd in 2005 door Tatian, Antacli & Sahade.